# Гардоне-Валь-Тромпія

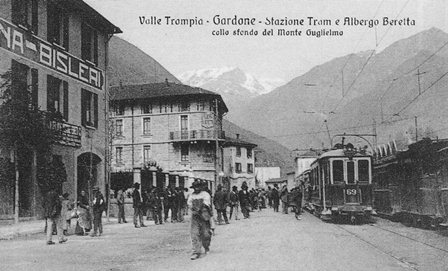
Гардоне-Валь-Тромпія, 1910s

Гардоне-Валь-Тромпія, Ґардоне-Валь-Тромпія (італ. Gardone Val Trompia) — муніципалітет в Італії, у регіоні Ломбардія, провінція Брешія.
Гардоне-Валь-Тромпія розташоване на відстані близько 460 км на північний захід від Рима, 85 км на схід від Мілана, 19 км на північ від Брешії.
Населення — 11 737 осіб (2014).
Щорічний фестиваль відбувається 25 квітня. Покровитель — S. Marco.

## Демографія
Населення за роками:

Станом на 1 січня 2023 року в муніципалітеті офіційно проживав 1531 іноземець з 56 країн, серед них 211 громадян країн Євросоюзу та 58 громадян України.

## Міста-побратими
- Наноро, Буркіна-Фасо

## Уродженці
- Джузеппе Перукетті (*1907 — †1995) — італійський футболіст, воротар, згодом — футбольний тренер.

## Сусідні муніципалітети
- Маркено
- Мароне
- Полавено
- Сале-Маразіно
- Сареццо